# Villoldo

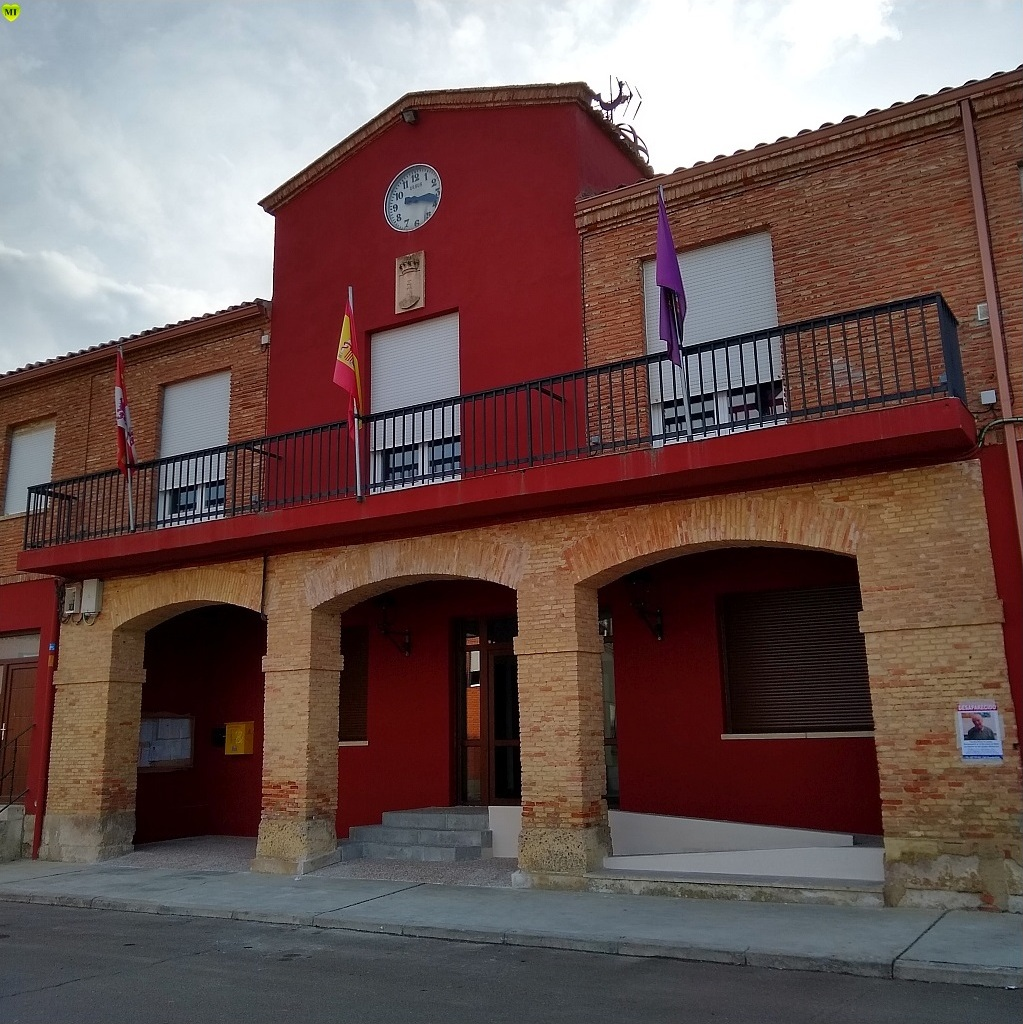
Ayuntamiento

Villoldo es un municipio y localidad española de la comarca de Tierra de Campos en la provincia de Palencia, comunidad autónoma de Castilla y León. Cuenta con una población de 339 habitantes (INE 2024).

## Geografía
- Su término municipal comprende también las pedanías de Castrillejo de la Olma y Villanueva del Río.

## Historia
A la caída del Antiguo Régimen la localidad se constituye en municipio constitucional en el partido de Carrión que en el censo de 1842 contaba con 85 hogares y 442 vecinos. A mediados del siglo XIX crece el municipio por la anexión de Castrillejo de la Olma.

## Geografía humana

### Demografía
Cuenta con una población de 339 habitantes (INE 2024).
| Gráfica de evolución demográfica de Villoldo entre 1842 y 2021 |
| |
| Población de derecho según los censos de población del INE Población de hecho según los censos de población del INEEntre el censo de 1857 y el anterior, crece el término del municipio porque incorpora a 345026 (Castrillejo de la Olma) y 345160 (Villanueva del Río) |

## Patrimonio
- Iglesia Parroquial de San Esteban: Del siglo XVI.
- Ermita de San Antonio.

- Puente sobre el río Carrión . Es un puente de origen antiguo aunque muy reformado, tomando su actual forma clasicista tras la última rehabilitación o modificación a principios del siglo XIX.

## Turismo
Villoldo cuenta con dos establecimientos hoteleros y un restaurante.

## Cultura

### Fiestas
Las fiestas principales en honor del Santo Patrón San Esteban, se celebran el día 3 de agosto y días sucesivos, aprovechando la visita al pueblo, por vacaciones, de gran número de emigrantes. También se celebra la fiesta de San Antonio de Padua el 13 de junio.

### Gastronomía
Cabe destacar los amarguillos, el tocinillo de cielo y los almendrados, dulces típicos de la localidad.